# Caerwent
Caerwent er en landsby i Monmouthshire, Wales. Den blev grundlagt af romerne i 75 under navnet Venta Silurum, som en markedsby for de besejrede silurene. Grevskabet Gwent havde sit navn fra landsbyen.
Store dele af de romerske bymurer omkring byen er bevaret. Desuden findes ruinerne af et romersk tempel.
I nærheden af Caerwent ligger en af Royal Air Forces raketbaser.